# Заболотье (Хиславичский район)
Заболотье — исчезнувшая к настоящему времени деревня в Хиславичском районе Смоленской области России.
Находилась между существующими и сейчас деревнями Шимоновка и Черепово. Между речкой Выдрой и современной дорогой Хицовка-Хиславичи. В 12 км к юго-западу находится посёлок Хиславичи.

## История
На карте к Плану Генерального Межевания Смоленской Губернии 1780-1790 годов деревня обозначена как Малая Слобода, Заболотье тож. (Не путать с расположенной в нескольких километрах восточней Малая Слободка, Заболотье тож. Про неё см. Милослободка).
По Списку Населённых Мест Смоленской Губернии от 1859 года деревня уже носит название просто Заболотье. Судя по всему данные о ней значатся под №9973. Рядом с ней в списке находится другое Заболотье под №9972, это то которое восточней. Всего тогда в деревне насчитывалось 10 дворов и 124 жителя . Входила в имение Салтыкова М.Л . 
На картах 1924-1926 года деревня также значится, как Заболотье с 34 дворами.
На топографических картах и в справочниках 1970-х годов деревня ещё была, но картах 2010 года от Госгосцентра на месте деревни только урочище Заболотье.